# Governatorato di Amman
Il governatorato di Amman, ufficialmente Governatorato della Capitale, è uno dei dodici governatorati della Giordania. Il capoluogo è la città di Amman.

## Governatorato di Amman

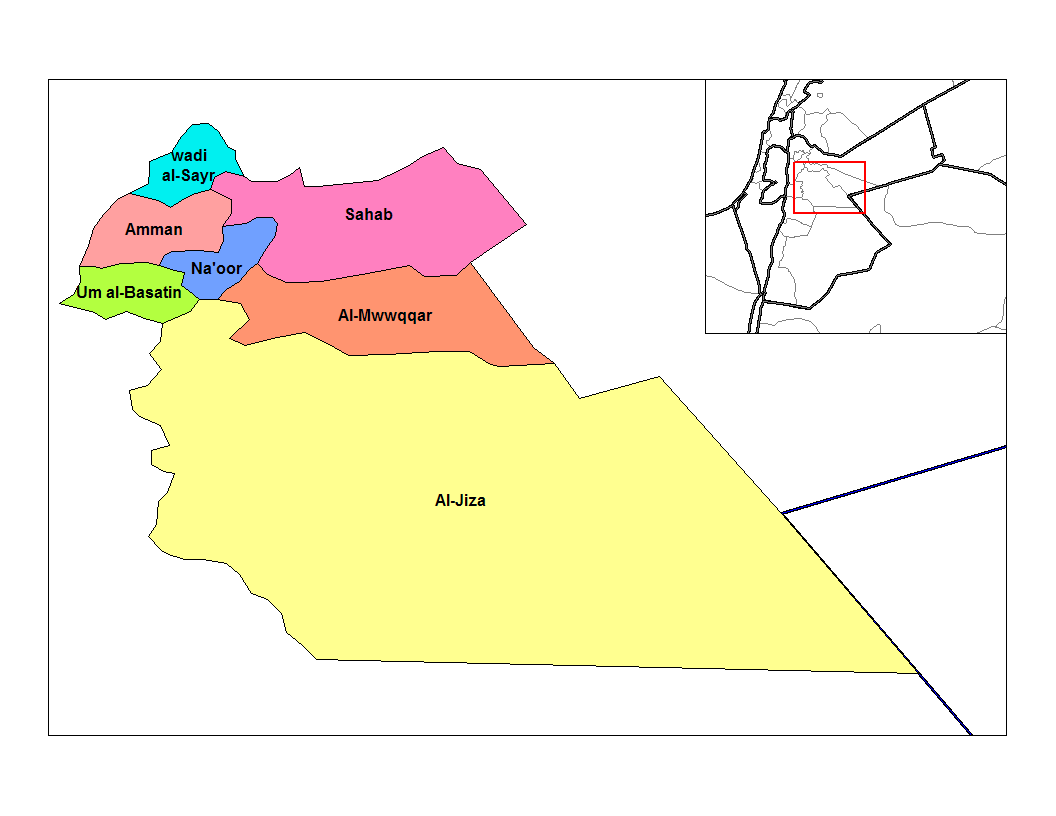
Governatorato di Amman

Ufficialmente noto come Al-Muhafazat Asima (arabo:محافظة العاصمة, italiano: La capitale del Governatorato). Il Governatorato di Amman è uno dei governatorati (muhafazat) della Giordania. Il Governatorato di Amman è diviso in 7 distretti:
- Amman
- Al-Jiza
- Al-Mwwqqar
- Na'oor
- Sahab
- Um al-Basatin
- Wadi Al-Seer